# Marion St John Webb
Marion St. John Adcock Webb, née le 5 décembre 1888 à Hampstead et morte le 2 mai 1930 dans la même ville, est une romancière et poétesse anglaise spécialisée dans la littérature de jeunesse.

## Biographie
Marion St. John Adcock naît à Hampstead le 5 décembre 1888, fille aînée du poète Arthur St John Adcock (en) et de Marlon Louise Taylor. Elle grandit au 42 Paddington Street et fréquente l'école St Marylebone de Marylebone à partir de ses 5 ans. Sa sœur cadette Almey devient également autrice. En 1912, à l'âge de 23 ans, elle se marie à Rickmansworth avec Sidney Herbert Webb (1885-1983). Le couple n'a pas d'enfants.
Après ses études, Marion Webb écrit des poèmes pour une série de livres sur les fées illustrés par son amie Margaret Tarrant avec qui elle travaille régulièrement, sur une vingtaine de livres. Le traitement de l'enfance par Tarrant et Webb est désormais considéré typique du sentimentalisme de son époque. 
Elle meurt le 2 mai 1930 à Londres, à l'âge de 41 ans.